# 陈贤 (围棋棋手)
陈贤（1997年5月11日—），湖南省衡阳市人，中国围棋职业八段棋手。他2011年入段，2017年7月升为六段，2019年4月升为七段，2019年12月升为八段。2014年全国围棋甲级联赛最佳新秀奖获得者，2019年全国围棋个人赛男子组冠军。

## 国内比赛成绩
2014年全国围棋甲级联赛代表广西华蓝队参赛，9胜8负。获得最佳新秀奖。2019年全国围棋个人赛男子组冠军。

## 国际比赛成绩
2012年第1届百灵杯16强。